# Forces navales des pays sans littoral
Certains pays sans littoral maritime, comme la Bolivie ou le Kazakhstan par exemple, possèdent une marine militaire. D'autres pays possèdent des bateaux militaires mis en œuvre par d'autres armes, le plus souvent par les forces terrestres. Il s'agit généralement de forces navales déployées sur des lacs ou des fleuves (marine fluviale). Dans cet article, les mers d'Aral (en voie d'asséchement) et Caspienne (fermée) sont considérées comme des lacs. Les pays sans littoral maritime dont une frontière est un fleuve ou un lac, peuvent éprouver le besoin de protéger cette frontière et d'y patrouiller avec des forces militaires. Dans certaines régions, le déplacement de forces militaires par voie d'eau intérieure peut aussi être plus aisée que par la route.
Les navires utilisés par les marines sans littoral sont généralement, par nécessité, de petite taille. Les patrouilleurs de différents types sont les embarcations les plus courantes. Certaines pays possèdent des moyens de transport de troupes ou de véhicules, permettant aux forces terrestres de traverser ou de se déplacer sur un lac ou le long d'une rivière.

## Liste de pays sans littoral maritime avec une force navale

### Forces navales indépendantes
- Azerbaïdjan : Marine azerbaïdjanaise sur la mer Caspienne et vedettes sur l'Araxe.
- Bolivie : Marine bolivienne sur le lac Titicaca
- Kazakhstan : Forces navales kazakhes sur la mer Caspienne
- Laos : patrouilleurs et vedettes de la marine populaire lao (en) sur le Mékong
- Ouzbékistan : Les gardes frontières (en) opèrent une force fluviale (en) composée de patrouilleurs et d'autres embarcations sur la rivière Amou-Daria.
- Paraguay : Marine paraguayenne sur le río Paraguay
- Turkménistan : Forces navales turkmènes sur la mer Caspienne

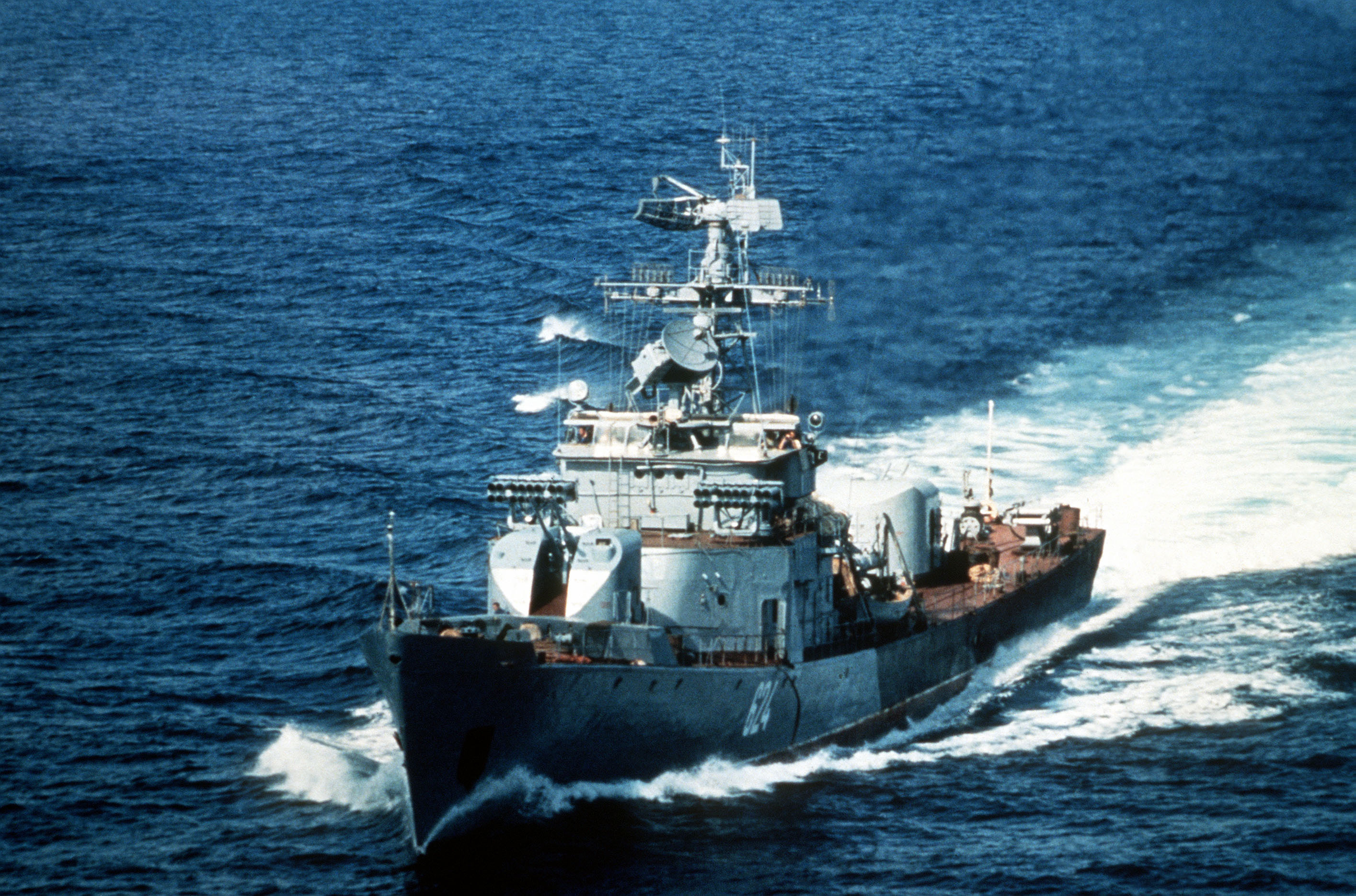
ARG Gusar (G121) de la classe Petya de la Marine azerbaïdjanaise en 1983.
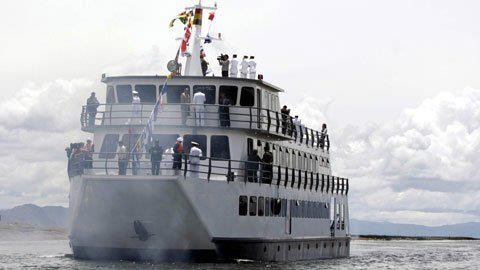
Le navire polyvalent Mosoj Huayna de la Marine bolivienne sur le lac Titicaca en 2013.
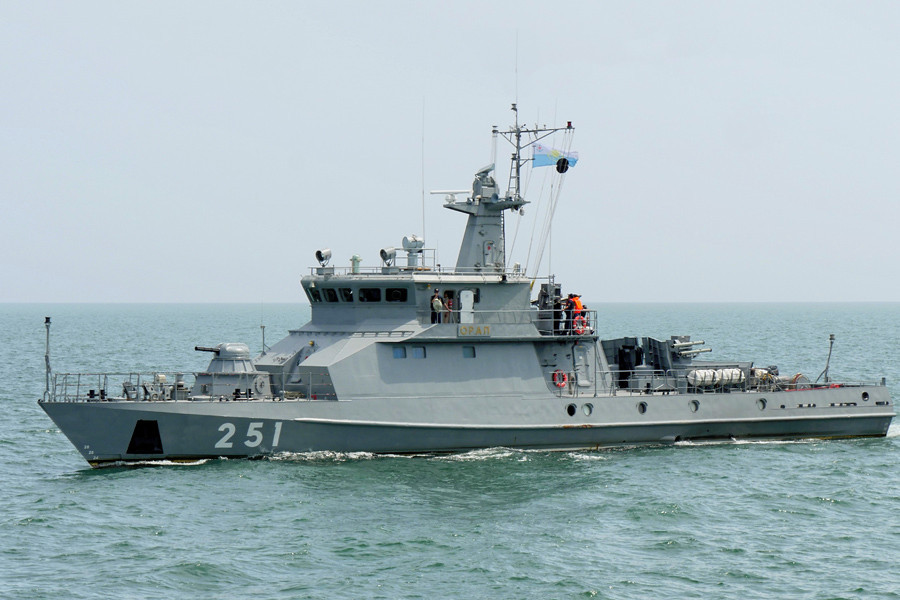
Bateau lance-missiles Oral de la classe Kazakhstan des Forces navales kazakhes en 2016.
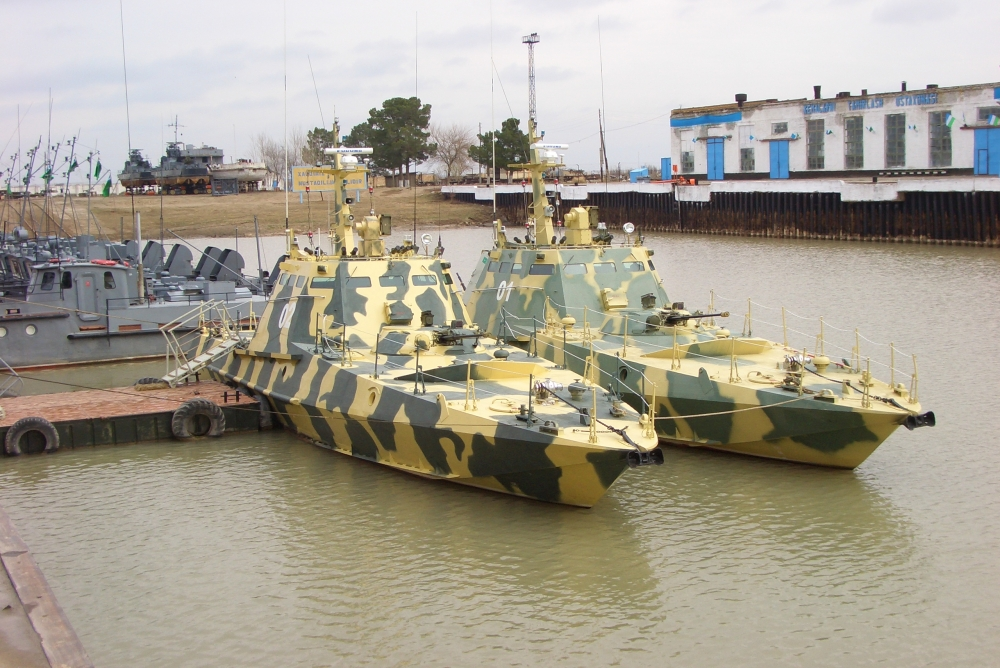
Patrouilleur de la classe Gyurza de la force fluviale ouzbèke (en)
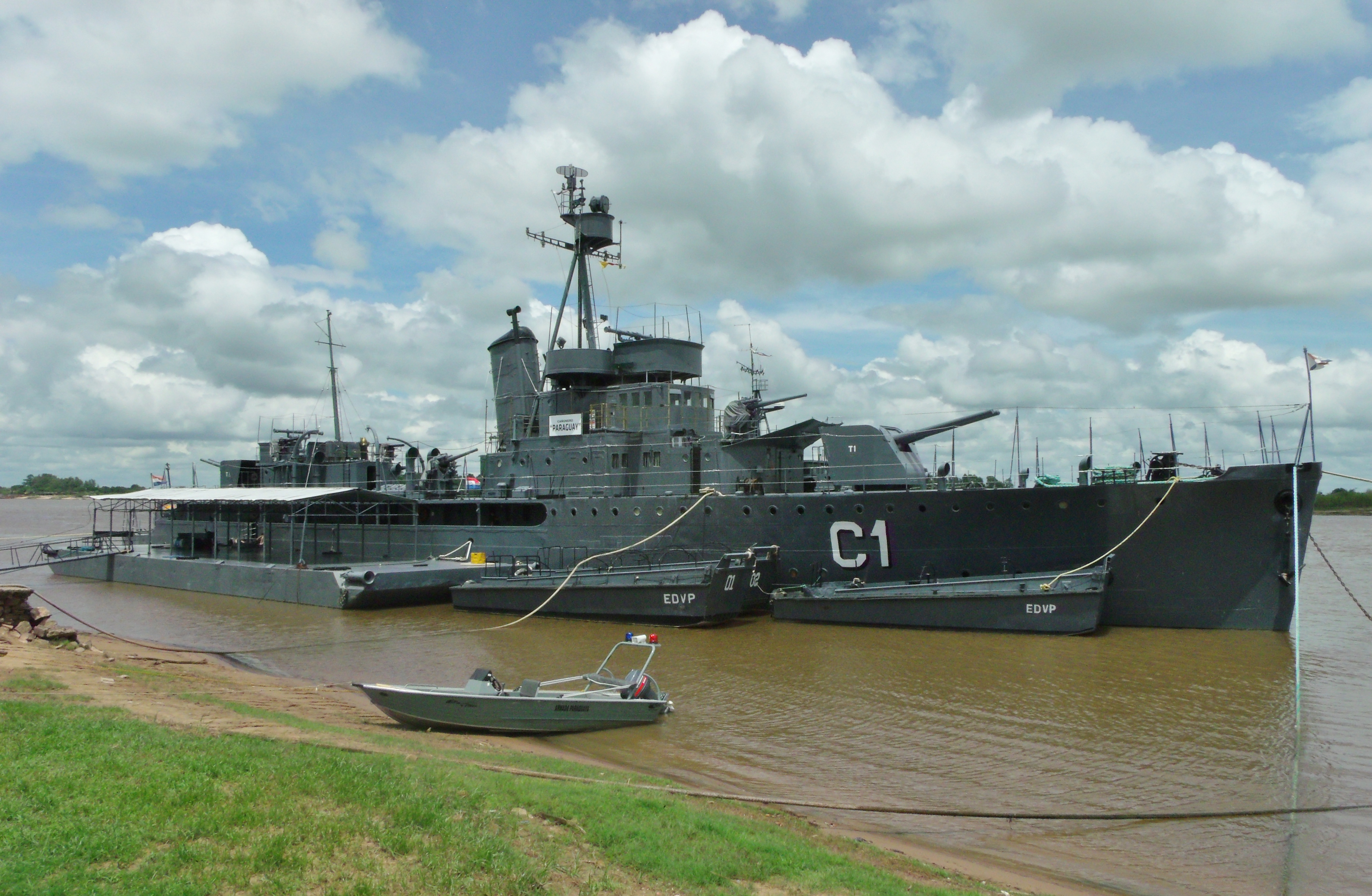
La canonnière Paraguay de la Marine paraguayenne en 2016

### Forces navales non indépendantes
- Burundi : vedettes des forces armées du Burundi sur le Lac Tanganyika, notamment utilisés contre les rebelles pendant la guerre civile de 1993 à 2005.
- République centrafricaine : Une petite force amphibie (deuxième bataillon des forces terrestres) est maintenue sur la rivière Oubangui, un affluent du fleuve Congo. L'Oubangui forme la frontière du pays avec la République démocratique du Congo et est une importante voie de transport.
- Éthiopie : L'Éthiopie a créé une marine en 1955 mais est devenue un pays enclavé lors de l'indépendance de l'Érythrée en 1991. La marine éthiopienne a subsisté jusqu'en 1996, opérant à partir de ports étrangers, d'abord au Yémen puis à Djibouti. Aujourd'hui, les Forces de défense nationale éthiopiennes exploitent le patrouilleur GB-21 sur le lac Tana. Il est envisagé de reconstruire la marine avec un port à Djibouti.
- Hongrie : Les forces terrestres hongroises possèdent l'un des bataillons de navires de guerre les plus lourds et les plus qualifiés d'Europe centrale et orientale. Parmi les membres de l'OTAN de la région, la Hongrie et la Roumanie sont les seules à exploiter des forces militaires fluviales. Le bataillon (1st Explosive Ordnance Disposal and River Flotilla Regiment) est basé dans le port d'Újpest, sur le Danube, à Budapest. Dans les années 2000, l'armée a acheté de nouveaux dragueurs de mines et a restauré ou retiré les anciens.
- Malawi : vedettes du Détachement naval de la Force de défense du Malawi sur le lac Malawi
- Moldavie : vedettes de l'armée moldave sur le Danube et le Dniestr
- Ouganda : vedettes des forces de protection des pêches ougandaises sur le lac Victoria
- Rwanda : vedettes des Forces rwandaises de défense sur le lac Kivu
- Serbie : Les forces armées serbes opère un flottille fluviale (en) dotée de dragueurs de mines, patrouilleurs et péniches de débarquement sur le Danube, la Tisza et la Save.
- Suisse : La Compagnie de canots à moteur 10 (de) des troupes du génie de l'Armée suisse opèrent des Canot-patrouilleur 16 transportables sur semi-remorque. Elle a pour missions la protection des eaux frontalières, notamment sur le lac de Constance, le lac Léman, le lac de Lugano et le lac Majeur, la surveillance des eaux intérieures par tous les temps, l'appui au Corps des gardes-frontière et aux organisations de police civiles dans le cadre d’engagements subsidiaires, avec possibilité limitée de transporter des formations militaires et des civils, et l'appui général aux militaires engagés dans des activités dans ou sur l’eau. L'instruction sur les patrouilleurs de l'École du génie 73 (Brugg) est menée sur le lac des Quatre-Cantons. Les onze canots patrouilleurs 80/98, introduits en 1982, ont été remplacés à partir de 2019 par quatorze canots patrouilleurs 16.

La compagnie uruguayenne de patrouille navale (URPAC) de la MONUSCO opère des patrouilleurs et d'autres embarcations, notamment sur le lac Kivu et le lac Tanganyika (port de Kalundu (Uvira)).

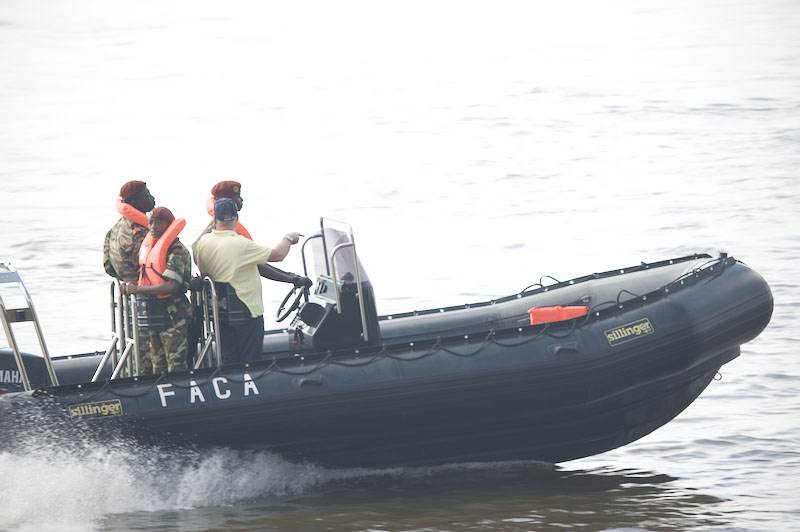
Bateau semi-rigide du Deuxième bataillon des forces terrestres centrafricaine sur la rivière Oubangui en 2010.
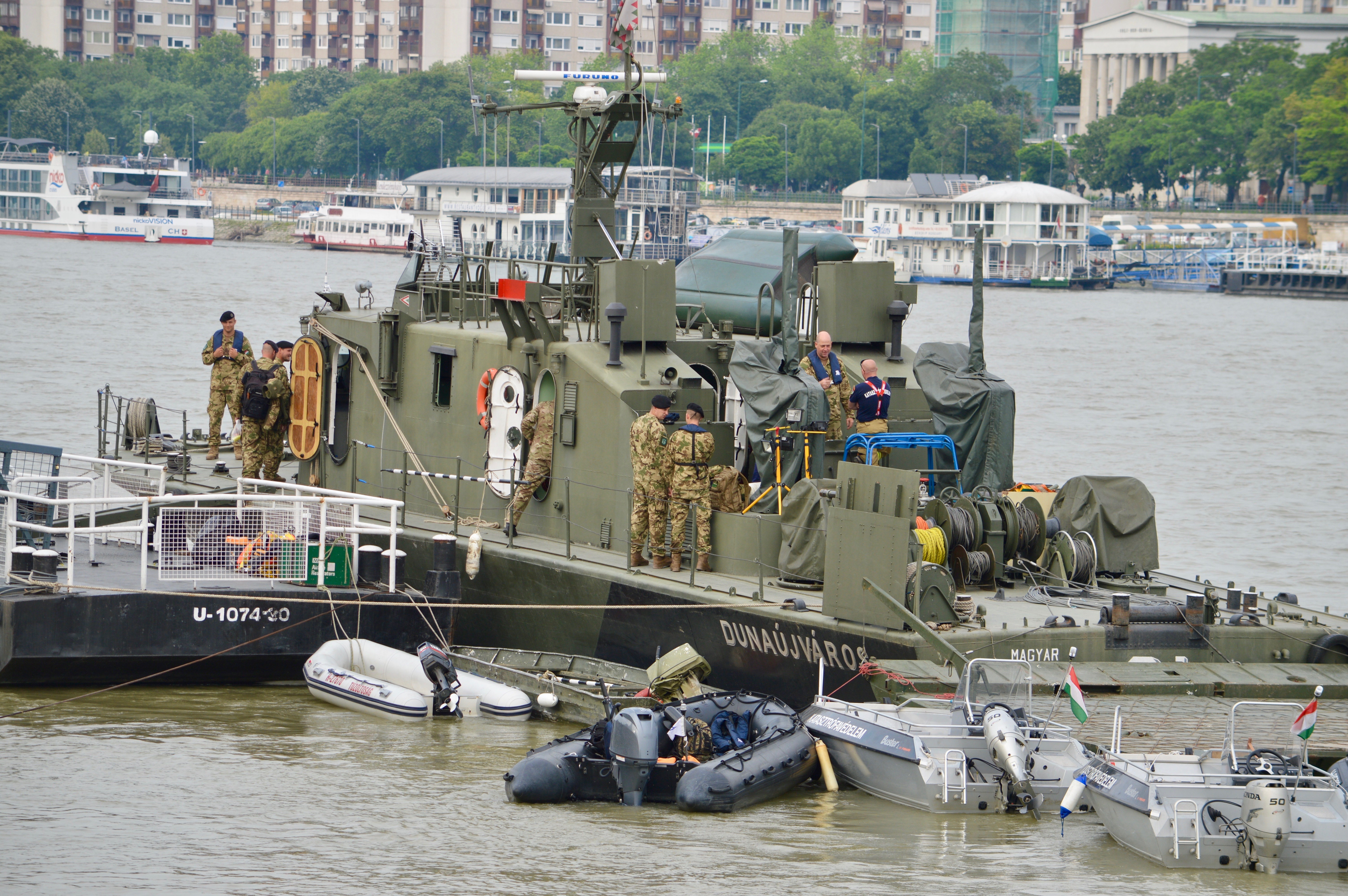
Le dragueur de mines AM-31 Dunaújváros des forces armées hongroises sur le Danube
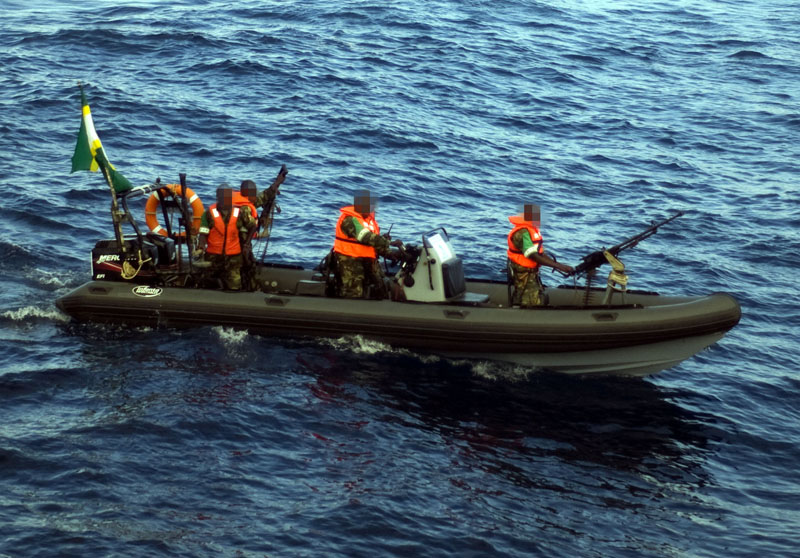
Bateau semi-rigide des forces armées ougandaises de la Mission de l'Union africaine en Somalie (AMISOM) en 2008
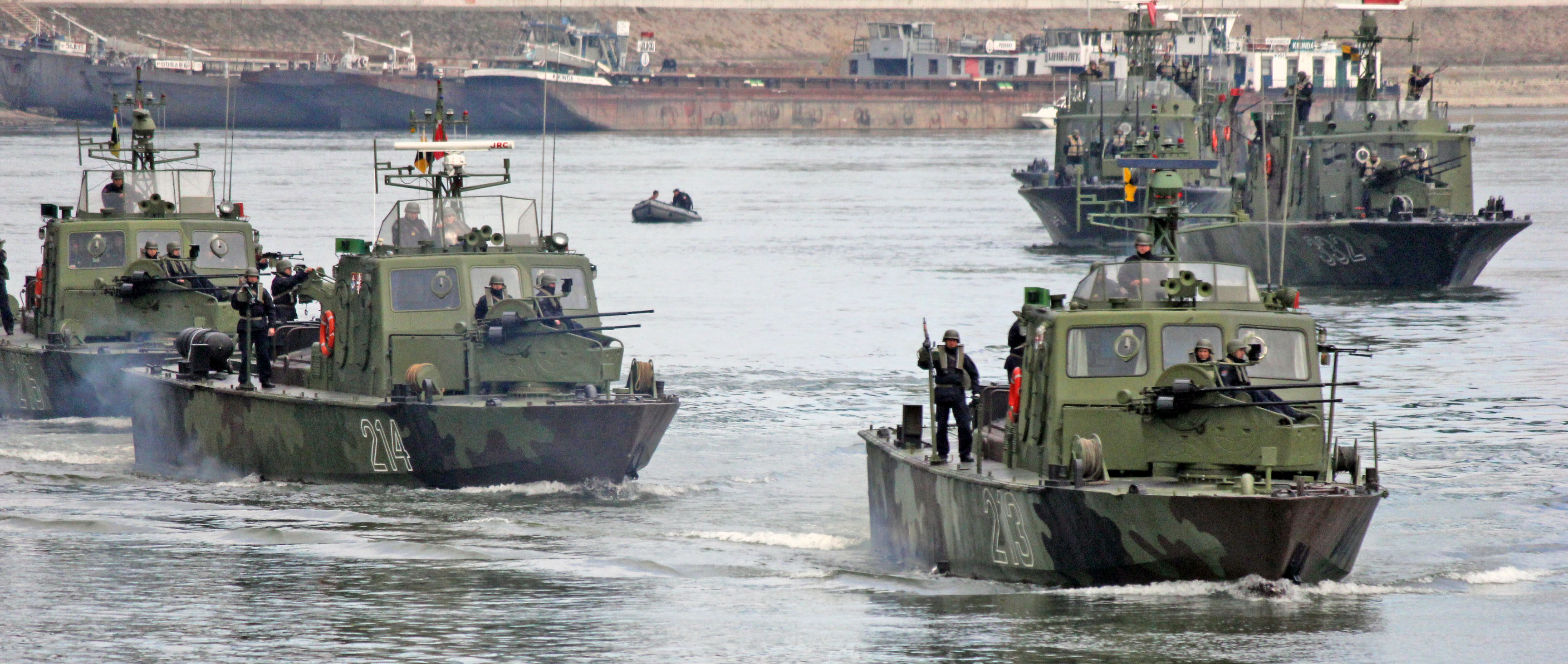
Patrouilleurs de la classe Biscaya et dragueurs de mines de la classe Neštin des forces armées serbes
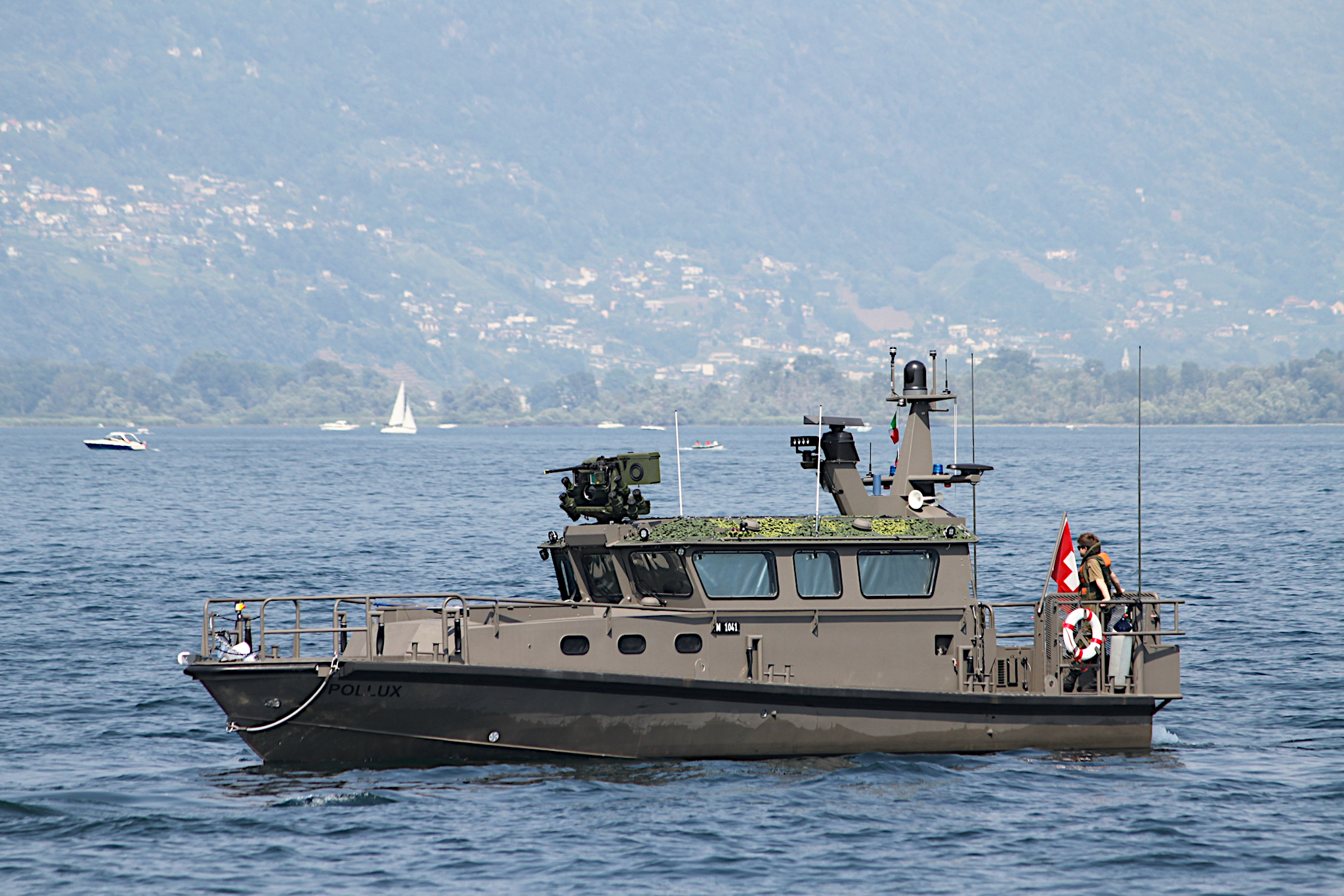
Canot-patrouilleur 16 de la Compagnie de canots à moteur 10 (de) de l'Armée suisse sur le lac Majeur.
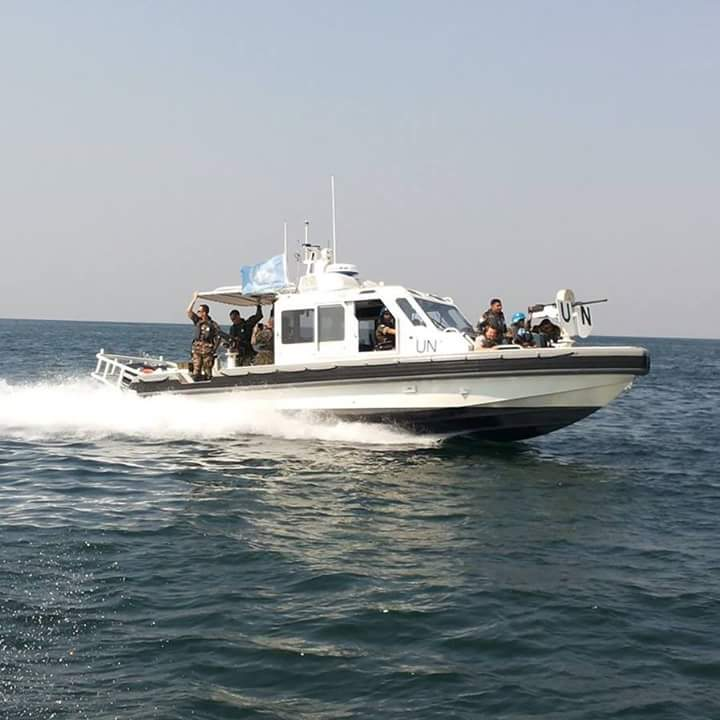
Première patrouille sur le lac Kivu en juillet 2015 de bateaux patrouilleurs rapides de l’ONU reçus en juin 2015 (Goma, Nord Kivu, RDC).

### Forces navales disparues
- Autriche : patrouilleurs de la Patrouillenbootstaffel (de) de la Bundesheer autrichienne sur le Danube. La Marine austro-hongroise a disparu en 1918.
- Tchécoslovaquie : Les Forces navales tchécoslovaques (en) (Československé válečné loďstvo) ont existé de 1918 à 1959. La Tchécoslovaquie étant enclavée et sans grands fleuves qui la traversent (le Danube formait une petite partie de sa frontière), ses forces navales étaient petites et se composaient uniquement d'embarcations fluviales opérant sur le Danube (et brièvement sur l'Elbe supérieur).

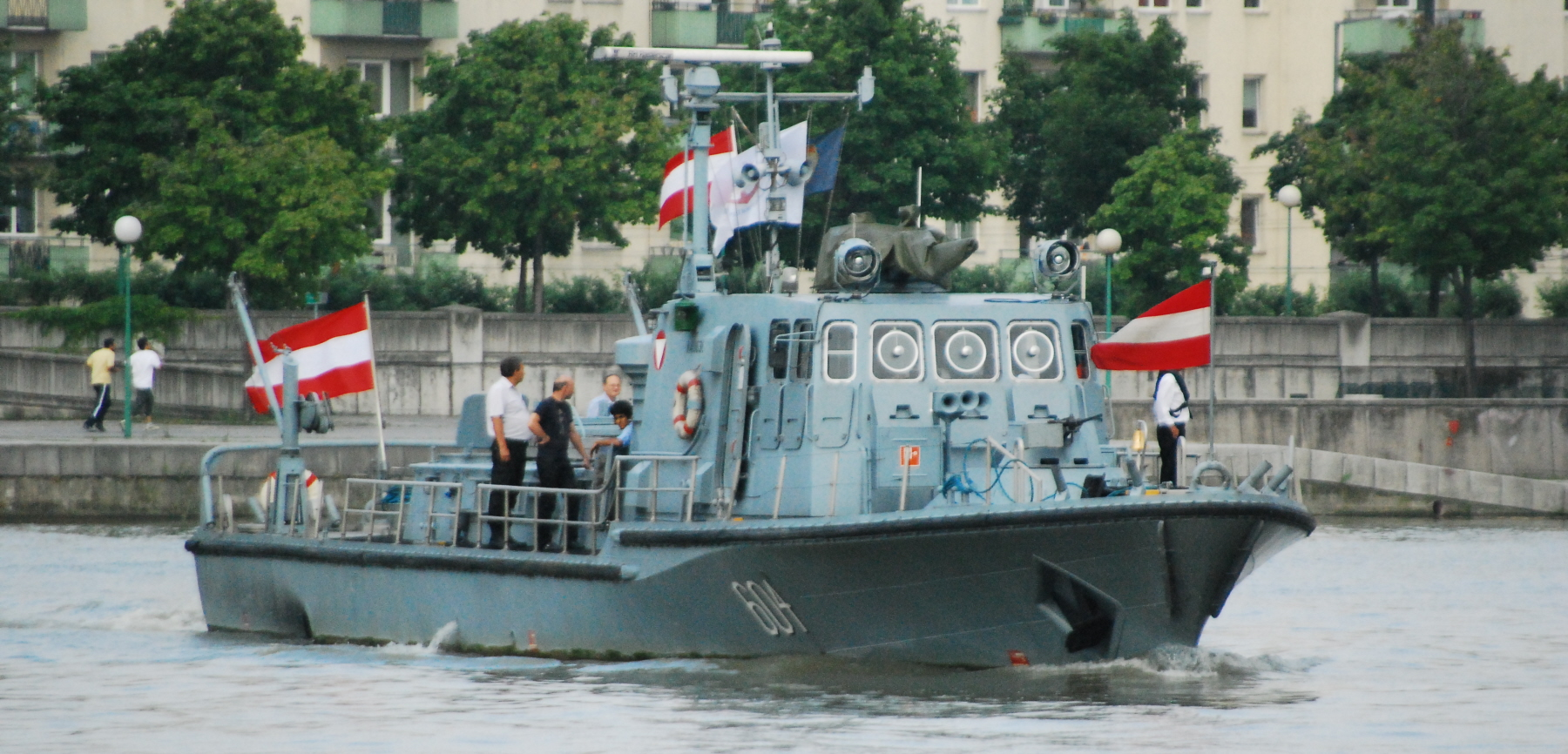
Le Niederösterreich sur le Danube, en service au sein de la Bundesheer autrichienne de 1970 à 2006 (image de 2010).
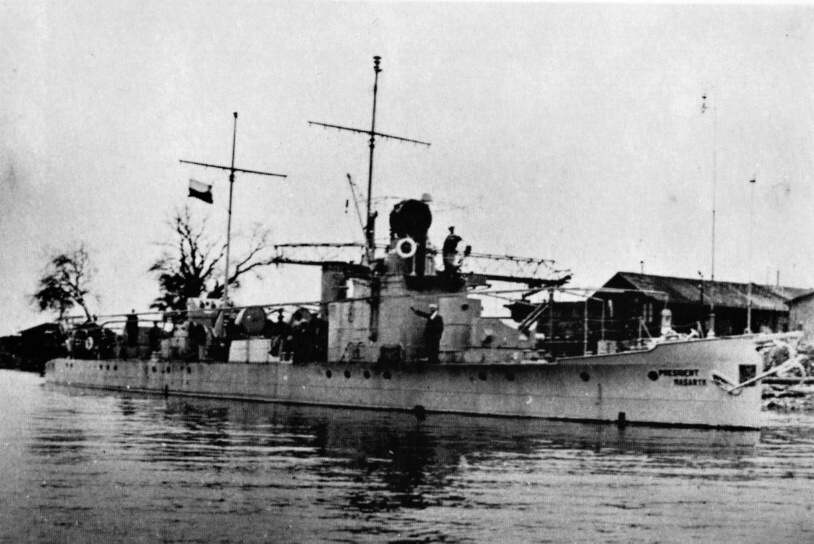
La canonnière President Masaryk, la plus grande unité des forces fluviales tchécoslovaques, dans les années 1930.